# Chrysodeixis minutus
Chrysodeixis minutus là một loài bướm đêm trong họ Noctuidae.

## Hình ảnh

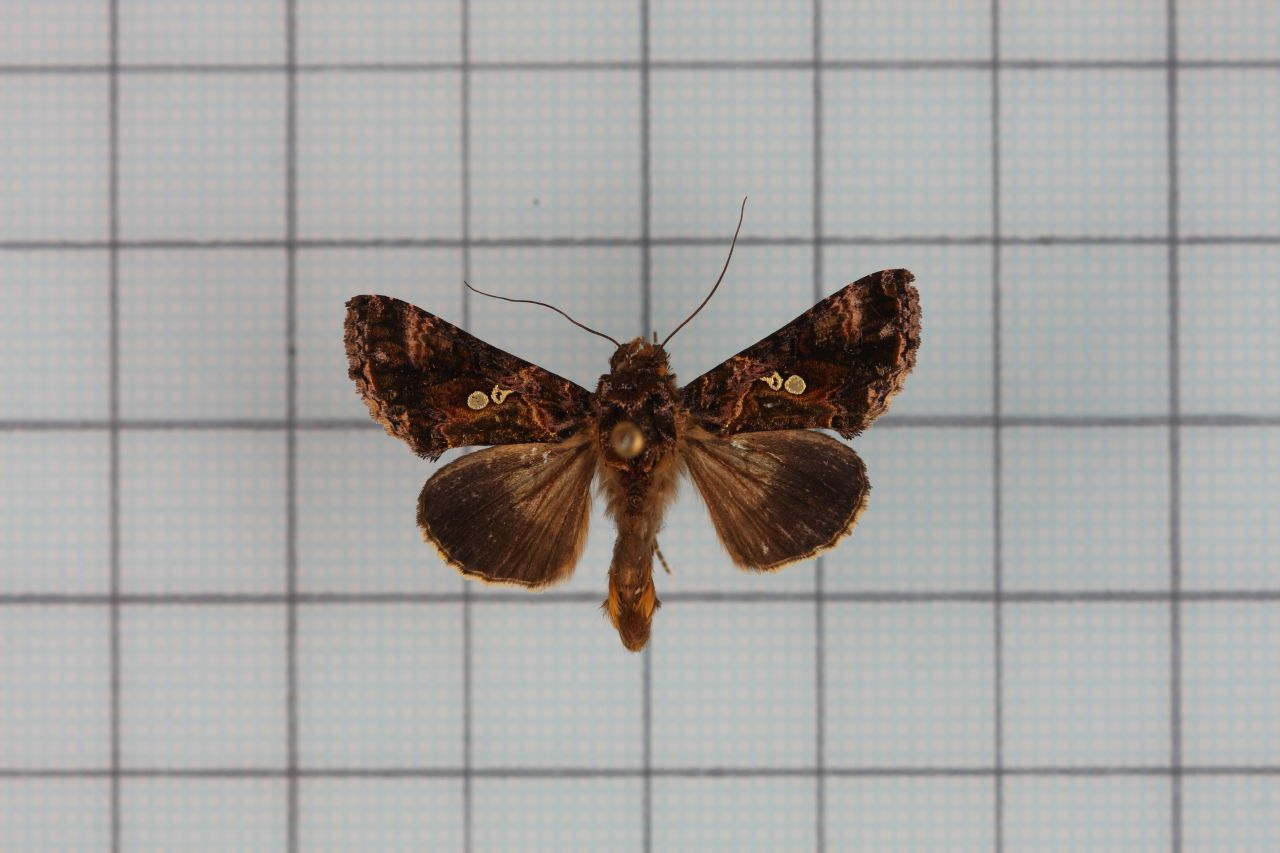
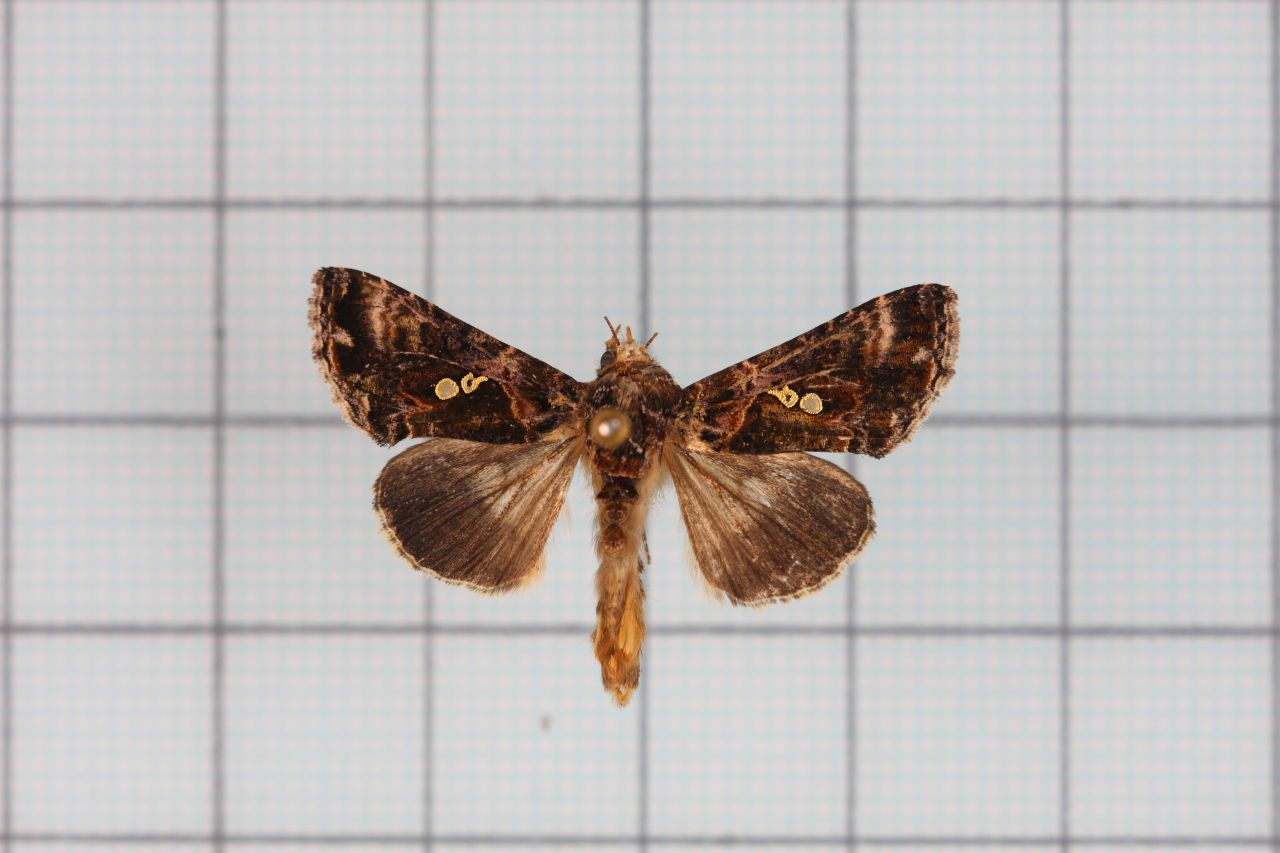
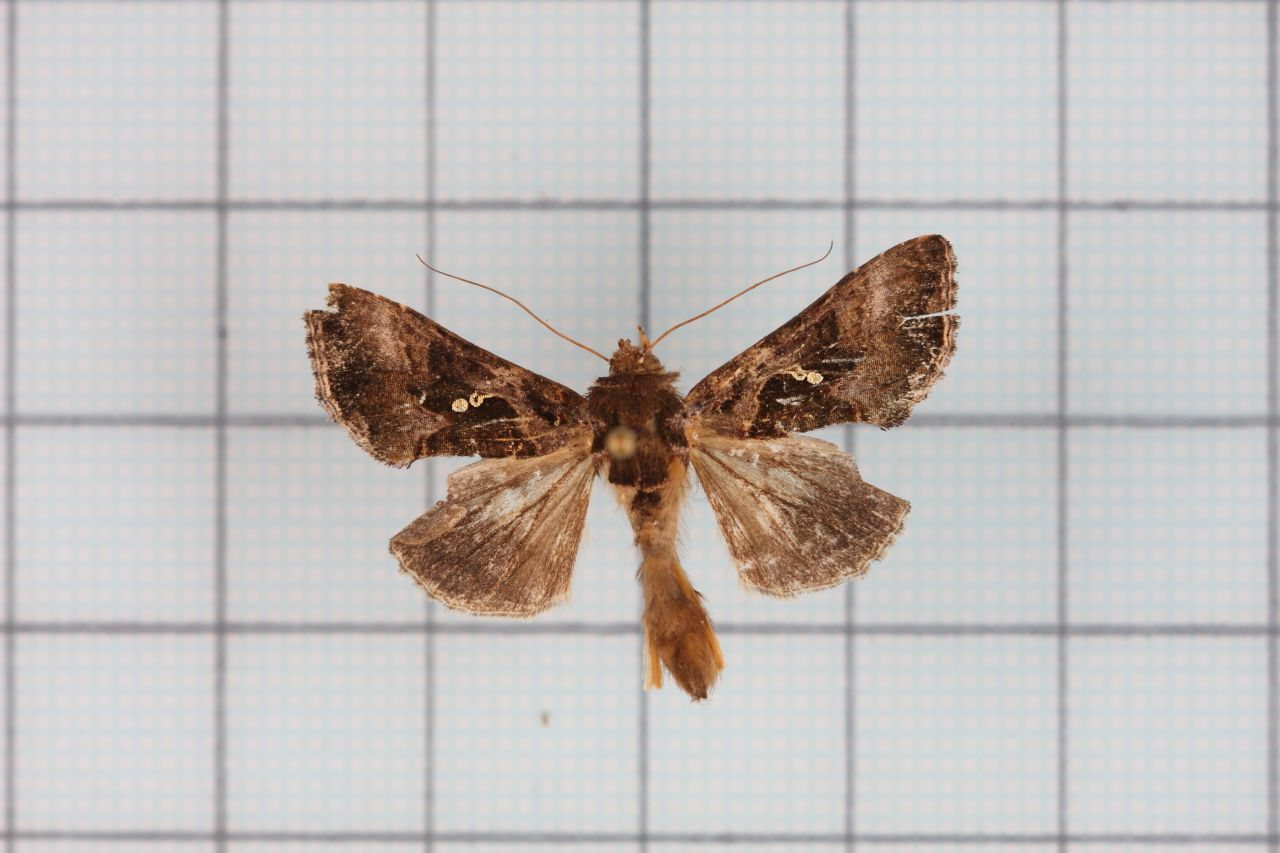
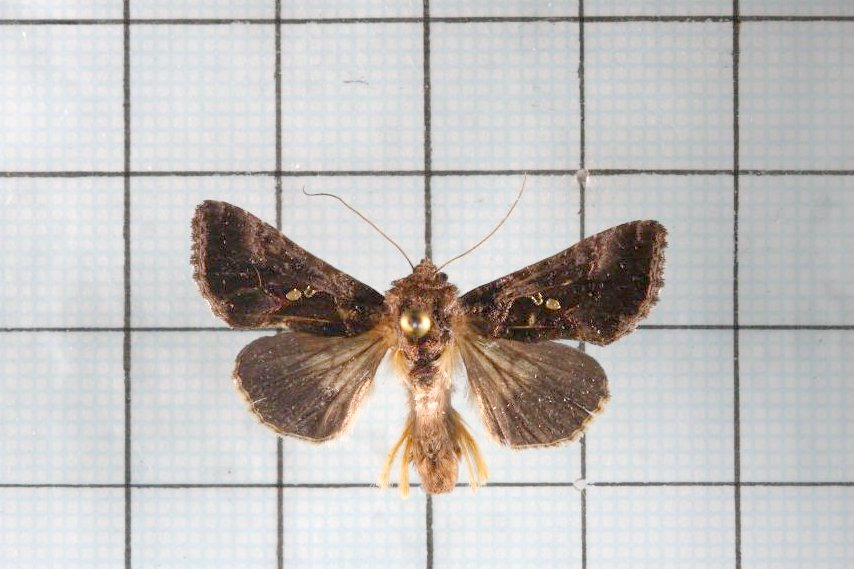